# Вагапов, Махмут Ахатович
Махмут Ахатович Вагапов (тат. Мәхмүт Әхәт улы Ваһапов; род. 20 апреля 1955, Казань, Татарская АССР, РСФСР, СССР) — советский и российский художник, педагог. Заслуженный деятель искусств Республики Татарстан (2004).
Директор Казанского художественного училища имени Н. И. Фешина (1995—2012), казанского филиала Московского государственного академического художественного института имени В. И. Сурикова (2007—2019). Руководитель Творческой мастерской живописи Российской академии художеств с 2023 года.

## Биография
Махмут Ахатович Вагапов родился 20 апреля 1955 года родился в Казани. Есть брат-близнец Ахмет. Из рабочей семьи Ахата Гафаровича (1911—1997) и Рахимы Хабибулловны (1918—1996, урожд. Абдулвагапова). Поженились, потеряв своих первых супругов в годы Великой Отечественной войны — у обоих уже были дети от первых браков.
Также учился в детской художественной школе № 2, которую окончил в 1970 году, испытав большой влияние Р. А. и С. К. Тухватуллиных. Во время учёбы в средней школе занимался спортом, особенно любил пение и думал поступать в консерваторию, но в конце концов выбрал рисование. В 1970 году поступил на педагогическое отделение Казанского художественного училища, которое окончил в 1974 году. Дальнейший год работал в казанской русско-татарской средней школе № 113, где преподавал черчение и рисование. В 1975—1977 годах проходил срочную службу в Советской армии на территории Германии. Вернувшись в Казань, в 1977—1979 годах был преподавателем рисунка, живописи и композиции в детской художественной школе № 3. В 1979 году с третьего раза поступил на живописный факультет Московского государственного академического художественного института имени В. И. Сурикова, который окончил в 1985 году по курсу мастерской профессора Д. К. Мочальского, где учился также у В. Е. Артамонова и Г. Г. Королёва.
В 1985 году вернулся в Казань, став преподавать рисунок, живопись и композицию в родном училище. Вместо Ф. А. Суюрова, в 1995 году назначен директором Казанского художественного училища, не оставив преподавательской и творческой работы. Вместе с А. Г. Хамидуллиным как представитель московской живописной школы выступил новатором в понимании и применении художественных традиций в образовательном процессе, подготовил несколько выпусков молодых художников, в числе которых выделяются М. А. Зиганшина, Р. Р. Садыков, О. Ю. Кузьмин, Л. Н. Грекова. При Вагапове благодаря успешной деятельности и высокому уровню художественного образования в 2005 году училищу было возвращено историческое здание Казанской художественной школы, а в 2006 году КХУ присвоено имя Н. И. Фешина. В тот период также преподавал на кафедре декоративно-прикладного искусства Казанской государственной академии культуры и искусств. В своей манере преподавания не сковывал студентов одним приёмом, учил последовательно сначала традиционному реалистическому, затем импрессионистскому, пуантилистскому, поистимпрессионисткому стилям живописи, чтобы будущий художник в дальнейшем смог выработать уже свой собственный стиль.
В 2006 году между Кабинетом министров Республики Татарстан, министерством культуры РТ, Российской академией художеств и Московским государственным академическим художественным институтом имени В. И. Сурикова было заключено соглашение об организации в Казани филиала МГАХИ. В 2007 году Вагапов по приказу ректора был назначен исполняющим обязанности директора филиала, который в 2008 году открылся на базе КХУ. Первыми учащимися стали 40 человек, из которых было сформировано 4 группы по специальностям «Живопись» (12 студентов), «Графика» (10 студентов), «Скульптура» (8 студентов), «Искусствоведение» (10 студентов). По словам Вагапова, создание филиала МГАХИ довершило процесс формирования системы художественного образования Татарстана, где стал четвёртой, недостающей ступенью, помимо учреждений дополнительного образования (1-я), начальных профессиональных училищ (2-я), Казанского художественного училища (3-я) и творческой мастерской живописи РАХ (5-я), сыграв значительную роль в сохранении в республике художественных кадров и выпускников училищ, которые до того уезжали для продолжения образования в Москву и Санкт-Петербург, не возвращаясь обратно.
В 2012 году на посту директора КХУ Вагапов был сменён О. А. Гильмутдиновой, что было неоднозначно оценено в художественных кругах Казани, но тем не менее он остался директором филиала МГАХИ. В 2014 году после истечения срока соглашения с РАХ и МГАХИ возникла угроза закрытия филиала по финансовым причинам, однако в дальнейшем он продолжил работу уже за счёт татарстанского бюджета для завершения обучения студентов в 2015—2019 годах. Тогда же по решению правительства Российской Федерации учредителем МГАХИ стало министерство культуры РФ, в связи с чем в республиканском министерстве неоднократно обращались с просьбой перевести казанский филиал на федеральное финансирование, но получали отказ. В 2019 году филиал всё же закрылся после последнего выпуска, набранного до объявления о нехватке финансирования, а оставшиеся студенты были переведены для завершения образования в Москву. В 2023 году Вагапов стал руководителем Творческой мастерской живописи РАХ.
Член Союза художников России с 1995 года. Также является членом Союза художников Республики Татарстан, избирался членом его правления, занимал пост заместителя председателя правления татарстанского отделения Союза художников России по выставочной деятельности. Экспонируется с 1992 года, принял участие в ряде всероссийских, зональных, международных выставках. Персональные выставки проходили в Казани в 2005 и 2015 годах. Произведения Вагапова находятся в собраниях Государственного музея изобразительных искусств Республики Татарстан, Государственного историко-архитектурного и художественного музея-заповедника «Казанский Кремль», Государственного историко-архитектурного и художественного музея «Остров-град Свияжск», а также в частных коллекциях в России, Бельгии, Франции, Германии, Испании, Польши, США.

## Очерк творчества
Творчество Махмута Вагапова отличается разнообразием, он легко и свободно работает в основных живописных жанрах — в портрете, натюрморте, пейзаже. В числе основных его произведений критиками отмечены — «Молодой молдаванин Валерий Бею» (1982), «Портрет художника Рафаэля Усманова» (1982), «Портрет матери» (1983), «Автопортрет» (1985), «Ночной пейзаж» (1988), «Март» (1988), «Весна» (1988), «Ночь» (1989), «Летний пейзаж» (1989), «Портрет пожилого мужчины. Иван Наумович» (1991), «Портрет Зульфии» (1991), «Зимний пейзаж» (1991), «Светлый зимний день. „Академичка“» (1991), «Весенний пейзаж» (1991), «Полдень» (1991), «Белый натюрморт» (1991), «Натюрморт с глиняными кувшинами. Болгарская коллекция» (1992), «На берегу реки Казанки» (1992), «Старая Казань. Улица Щапова» (1992), «Вечер в городе Чистополе» (1993), «Улица в Чистополе» (1993), «Пейзаж с собором, г. Чистополь» (1993), «Полдень в Чистополе» (1993), «Троицкая церковь. Свияжск» (1994), «Сараи. Свияжск» (1994), «Окраина города» (1994), «Натюрморт на пёстрой скатерти» (1994), Портрет отца (1995), «Портрет матери» (1995), «Вечерний блюз» (1995), «Ночной пейзаж» (1995), «Цветы. Приношение» (1996), «Натюрморт с кофемолкой» (1996), «Натюрморт с ананасом» (1996), «Натюрморт с раковиной» (1996), «Восточный натюрморт» (1998), «Ночной пейзаж» (1998), «Мастерская Филлис» (1999), «Натюрморт на тумбочке» (2000), «Натюрморт в интерьере» (2001), «Вечер на даче» (2004), «Девушка с кальяном» (2005), «Натюрморт с восточными кувшинами» (2006), «Сад в цвету» (2012), «Натюрморт с железным кувшином» (2013), «Сад в цвету» (2013), «Натюрморт с тыквой» (2014), «Натюрморт с цветной капустой» (2014), «Петунии в саду» (2014), «Колыбельная» (2015).
Творчество Вагапова отличается цельностью, не делится на определённые периоды или этапы, так как художник рано определил для себя круг тем, которые выражает посредством живописи и остался им верен на протяжении всего своего пути в искусстве. Следуя традициям реализма мастеров XIX века, передвижников, представителей «Союза русских художников», он, тем не менее, использует широкий диапазон художественных средств всех стилей и времён, начиная с эпохи Возрождения и вплоть до импрессионизма, «Бубнового валета», А. Матисса и П. Сезанна. Наиболее ярко обращение к классике выражено в портретной живописи Вагапова, колористически близкой работам старых мастеров по их утончённости и одухотворённости. Художник осмысливает бытие, исследует время и человека, даёт глубокую психологическую характеристику портретируемого, наделяя каждую вещь символическим значением — от «малого к большому». Запечатлённый момент жизни у Вагапова проникнут высшим смыслом, посредством таких фрагментов повседневности он стремится отразить некие фундаментальные свойства действительности. Этапной работой в исследовании и формировании собственного художественного «Я» является «Автопортрет» (1985), в котором Вагапов предстает как романтик, черпающий вдохновение в Рембрандте, К. П. Брюллове, О. А. Кипренском, но и как художник, внёсший свой вклад в интерпретацию темы творческого труда, обогативший изобразительный язык татарстанских живописцев. Посвящённые памяти ушедших родителей, проживших достойную и сложную жизнь, портреты отца и матери (оба — 1995) наполнены благоговейным отношением, искренностью и теплотой образов, решённых посредством светлых и мудрых, обобщающих черт.
Не ограничивая себя традицией, являющейся основой творчества настоящего художника, в натюрморте и пейзаже Вагапов демонстрирует своё видение мира, свою поэтику. Широту пространства он сочетает с углублённостью и «сгущённостью», прибегает к более многослойной и фактурной живописи, к сложной колористической палитре, демонстрируя сложные цветовые и ритмические сочетания. Добиваясь цельности образа, Вагапов также переходит от натурных композиций к более свободным и отвлечённым, сохраняя обобщённую декоративность при передаче энергии, красоты и многообразия жизни. Так, относительно пейзажей он прибегает к «пуантилистской» цветовой россыпи, а в натюрмортах и портретах заметны более широкие «ступени красок» или же тончайшая прорисовка холста. В городском пейзаже Вагапов избегает классических перспектив и архитектурных ансамблей, обращаясь к обычным, но неожиданным мотивам, как то довольно примечательные места Казани, запечатлённые в определённом, изменчивом состоянии света и атмосферы. Многообразие движений неба, воздуха, сумрака и света составляет основу пейзажей художника, созданных под эмоциональными натурными впечатлениями. Такие его работы являются композиционно законченными, конструктивно и ритмически организованными, как и сам образ Казани, который при всей изменчивости предстаёт цельным цветовым аккордом, без лишнего пересчёта деталей и разглядывания подробностей. Сосредотачиваясь на обжитой многовековой исторической среде, Вагапов запечатлевает само пространство города, сформированное домами, деревьями, землёй и небом, и создаёт активную и пластичную, насыщенную светоцветовую среду. Особенно он любит писать вечерние или ночные пейзажи, где плотное живописное полотно прорывается чистым цветом и светом.
Основной темой в творчестве Вагапова является всё же натюрморт, в том числе натюрморт в интерьере, в котором особенно ярко воплощается мир татарского народного искусства при всей приверженности русской и европейской классической школе. Здесь стилистически и духовно Восток встречается с Западом, раскрываются черты генетического национального кода, заряд художественной и духовной энергии, представления народа о жизни и миропорядке. Натюрмортам Вагапова свойственно разнообразие мотивов и любование предметным миром, полнозвучие красок и пространственной среды, обилие цветов, фруктов, старинных предметов, богато орнаментированных тканей и драпировок, колорит сиреневых, фиолетовых, бордово-красных, сумеречно-синих цветов, усиливающих ощущение таинственности. Считая одинаково важным как случайную фрагментарность действительности, так и прихотливость и вычурность составленных вместе красивых вещей, художник раскрывает в натюрморте своё мироощущение, вводит зрителя в яркий придуманный мир изысканности и гармонии, где за торжеством красок скрывается восхищение самим процессом творчества. Будучи глубоким и размышляющим живописцем, Вагапов в своё творчество привносит философское обобщение и глубокую метафоричность, атмосферу покоя и праздника, запечатлевая в мёртвой натуре порой яркую, а порой трагическую жизнь. Апофеозом размышлений о красоте и вечности мира стал программный натюрморт «Цветы. Приношение» (1996), который видится как посвящение памяти матери, ставшей для художника камертоном в его творчестве. В последних, зрелых произведениях Вагапов выступает мастером эпической картины — тут не только любование предметами и их сочетаниями, но и огромная душевная работа («Петунии в саду», 2014), размышления о вечных и непреходящих жизненных ценностях («Колыбельная», 2015).

## Награды
- Почётное звание «Заслуженный деятель искусств Республики Татарстан» (2004 год)[49].
- Золотая медаль «Духовность. Традиции. Мастерство» Союза художников России (2015 год) — за вклад в изобразительное искусство[24].
- Благодарность Российской академии художеств (2012, 2013 гг.)[50].
- Премия имени Н. И. Фешина в области современного изобразительного искусства (2014 год)[51].